# Indotyphlus
Indotyphlus é um género de anfíbio gimnofiono.

## Espécies
- Indotyphlus battersbyi Taylor, 1960
- Indotyphlus maharashtraensis Giri, Wilkinson, and Gower, 2003